# Дејвид Динсмор
Дејвид Динсмор (енгл. David Dinsmore; Њу Олбани, 25. мај 1997) елитни је амерички скакач у воду и репрезентативац Сједињених Држава у овом спорту. Његова специјалност су скокови са торња са висине од 10 метара, како у појединачној тако и у конкуренцији синхронизованих парова. 
У сениорској конкуренцији дебитовао је током 2013. на такмичењима за гран-при, а први запаженији резултат остварио је на светском првенству у Казању на ком је у скоковима са торња заузео 15. место. На америчким квалификацијама за ЛОИ 2016. у Рију заузео је треће место (одмах иза Стила Џонсона и Дејвида Бодаје) и тако није успео да се избори за место у америчком олимпијском тиму.
Највећи успех у каријери остварио је на светском првенству 2017. у Будимпешти где је у пару са Кристом Палмер освојио бронзану медаљу у екипном такмичењу са освојених 395,90 бодова.